# Кнобельсдорф, Август Рудольф фон
Август Рудольф фон Кнобельсдорф (нем. August Rudolf von Knobelsdorff; 25 апреля 1725, Кунов около Кроссена-на-Одере — 26 сентября 1794, поблизости от Бреслау) — прусский генерал-майор.

## Биография
Из дворянского рода фон Кнобельсдорф. Сын Иоганна Фридриха фон Кнобельсдорфа (1693—1760), главного лесничего Пруссии, и его жены Шарлотты Вильгельмины, урождённой фон Калькройт. Брат Августа Рудольфа, Александр Фридрих (1723—1799) был прусским генерал-фельдмаршалом, а другой брат, Курд Готтлоб (1735—1807) — генерал-майором.
В 1741 году юный фон Кнобельсдорф, которому в том году исполнялось 16 лет, стал пажом короля Фридриха Великого. В 1745 году он находился в свите короля на театре военных действий во время Второй силезской войны. 10 марта 1746 года он был произведён в подпоручики и направлен в пехотный полк фон Шверина. 19 августа 1756 года Кнобельсдорф был повышен до старшего лейтенанта. Во время Семилетней войны принимал участие во многих сражениях. 10 августа 1758 года повышен до штабс-капитана, с 22 июля 1763 — капитан и ротный командир. Затем участвовал в Войне за баварское наследство. 31 декабря 1783  года был произведён в майоры, а 1 февраля 1784 года назначен командиром батальона. 29 сентября 1787 года на королевском смотре майор Август Рудольф фон Кнобельсдорф был награждён орденом Pour le Mérite. Ещё через два года, 23 июля 1789 года, фон Кнобельсдорф был назначен командиром полка, в котором так долго служил. Уже находясь в должности полкового командира, 18 октября 1790 года он стал подполковником, а 3 февраля 1793 года — полковником. Август Рудольф фон Кнобельсдорф вышел в отставку в силу преклонного возраста 26 сентября 1793 года с присвоением чина генерал-майора. Он скончался неженатым и бездетным год спустя.